# Krazy
Singles de Pitbull feat Lil Jon
The Anthem I Know You Want Me (Calle Ocho)
Krazy est le premier extrait de l'album Rebelution, album du rappeur cubain Pitbull avec Lil Jon en collaboration. La chanson reste que 2 semaines dans les charts en Australie, et une seule en Suisse. La chanson est une reprise du son techno/ house du DJ italien Federico Franchi Cream.

## Liste des pistes
Téléchargement digital
1. Krazy (avec Lil Jon) - 3:48

Téléchargement digital (Version espagnol)
1. Kraz (Version espagnol) (avec Lil Jon) - 3:48

## Classement par pays
| Classement (2008)                                       | Meilleure Position |
| ------------------------------------------------------- | ------------------ |
| Australie Classement single                             | 38                 |
| Canada Hot 100                                          | 70                 |
| Suisse Classement single                                | 59                 |
| États-Unis Billboard Hot 100                            | 30                 |
| États-Unis Billboard Bubbling Under R&B/Hip-Hop Singles | 18                 |
| États-Unis Billboard Rap Songs                          | 11                 |